# Jan Krejčí (geolog)
Jan Krejčí (28. února 1825 Klatovy – 1. srpna 1887 Praha) byl český geolog, pedagog, publicista a politik. Napsal první českou učebnici geologie (1860), jejíž doplněné revidované vydání vyšlo znovu v roce 1877 pod názvem Geologie čili nauka o tvarech zemských se zvláštním ohledem na krajiny Českoslovanské.

## Životopis
Narodil se v Klatovech v rodině dragounského vysloužilce a pradleny. Jako čtyřletý se s rodiči dostal do Prahy v prostředí karlínské Invalidovny. Vychodil německou obecnou školu, po ukončení gymnázia studoval na Pražském polytechnickém institutu mineralogii a chemii (1844–1848).
Od roku 1848 učil na první pražské reálné škole. Už roku 1849 byl jmenován správcem mineralogických sbírek Českého muzea v Praze a o rok později byl suplentem mineralogie a geologie na Pražském polytechnickém institutu. Odborné články do časopisů psal už od roku 1847, během deseti let v nich zmapoval geologické a přírodovědné poměry v okolí Prahy. Od roku 1850 zároveň publikoval řadu učebnic geologie a mineralogie a mineralogické příručky. První ucelenou učebnici geologie vydal roku 1860. Jako první ve svém oboru vydal svá díla v českém jazyce, takže je právem považován za otce české geologie a patří mezi přední české přírodovědce 19. století. V té době byl profesorem na reálkách v Písku (1860–1862) a později v Praze.
Roku 1863 se habilitoval na Pražském polytechnickém institutu a od roku 1864 na něm působil jako řádný profesor. Když byl ústav rozdělen, stal se v roce 1867 prvním rektorem české polytechniky. Post rektora zastával v letech 1867/1868, 1871/1872 a 1877/1878. Od roku 1882 do své smrti byl profesorem geologie na české univerzitě.
V letech 1859–1861 se podílel na geologickém mapování Čech a už od roku 1853 redigoval společně s J. E. Purkyněm přírodovědný časopis Živa. Roku 1862 založil Komitét pro přírodovědný výzkum Čech při Národním muzeu. Základní význam má jeho publikace Všeobecné a horopisné poměry, jakož i rozčlenění křídového útvaru v Čechách (1870) s vypracováním nové stratigrafie a zvláště zmíněná komplexní učebnice geologie (1877). Řada prací má praktický dosah, např. popis českých uhelných slojí (1853), charakteristika povahy rud a kovů (1869) aj.
Byl činný i politicky. Jeho kariéra začala za působení v Písku, když se roku 1861 stal členem městské rady a téhož roku získal mandát poslance Českého zemského sněmu za obvod Prachatice–Netolice. V srpnu 1868 patřil mezi 81 signatářů státoprávní deklarace českých poslanců, v níž česká politická reprezentace odmítla centralistické směřování státu a hájila české státní právo.
Politickou kariéru musel přerušit roku 1873, kdy připojil svůj podpis pod prohlášení Mladočeské osvědčení voličům a následovala roztržka s Františkem Ladislavem Riegrem.
Do politiky se vrátil počátkem 80. let 19. století. V doplňovacích volbách roku 1881 byl zvolen znovu na Český zemský sněm za kurii měst, obvod Slaný, Louny, Rakovník, Velvary, když nahradil Julia Grégra. Zároveň 24. února 1881 složil slib poslance Říšské rady (celostátní zákonodárný sbor), kde reprezentoval městskou kurii, obvod Louny, Slaný, Nové Strašecí, Velvary a Rakovník. Rezignaci na mandát oznámil na schůzi 4. prosince 1883. Na Říšské radě pronesl přes sto projevů, v nichž bojoval, mimo jiné, za práva českého jazyka. Vzhledem ke své postupující kloubní chorobě se svého poslaneckého mandátu roku 1883 vzdal, ale nadále zůstal poslancem Českého zemského sněmu. Byl také členem rady hlavního města Prahy.
Poslední měsíce byl vážně nemocen a zemřel na následné nachlazení 1. srpna 1887. Zemřel ve své vile na Vyšehradě, básník Adolf Heyduk při té příležitosti složil báseň Za Janem Krejčím. Jan Krejčí je pohřben v rodinné hrobce na Vyšehradském hřbitově.

## Galerie

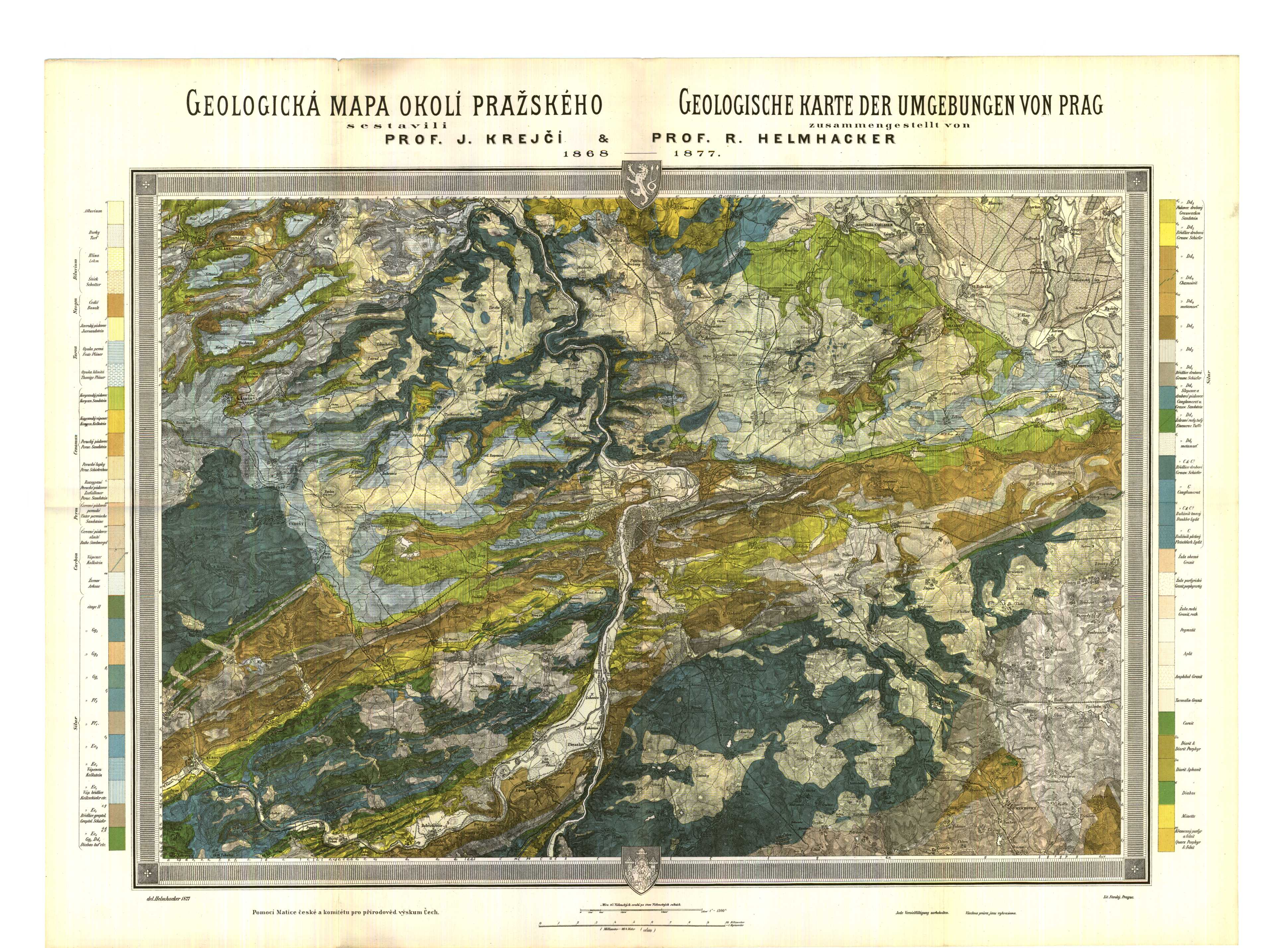
Geologická mapa od Prahy, 1877, Jan Krejčí a Rudolf Helmhacker
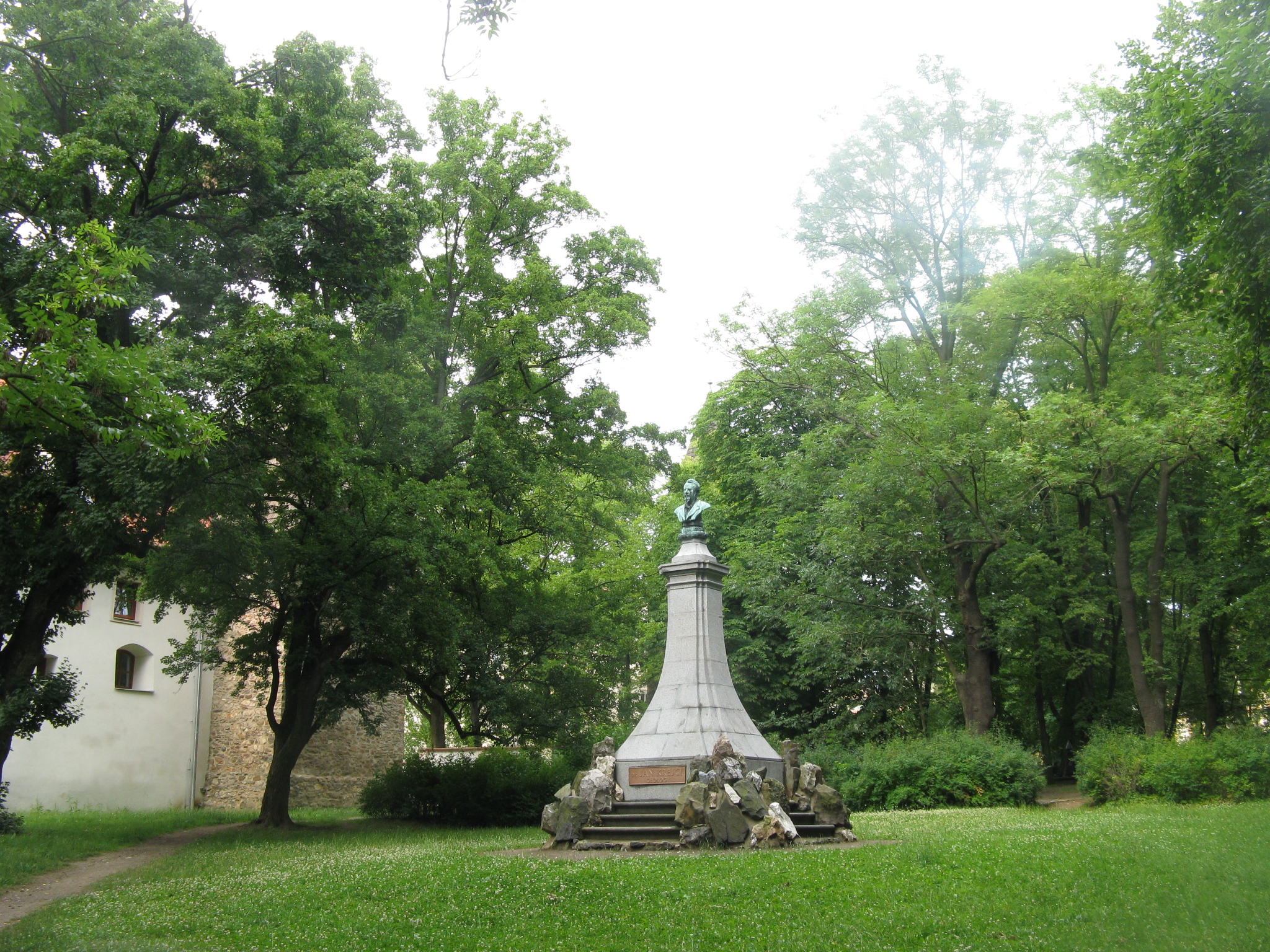
Pomník Jana Krejčího (Klatovy, Park Jaroslava Vrchlického)
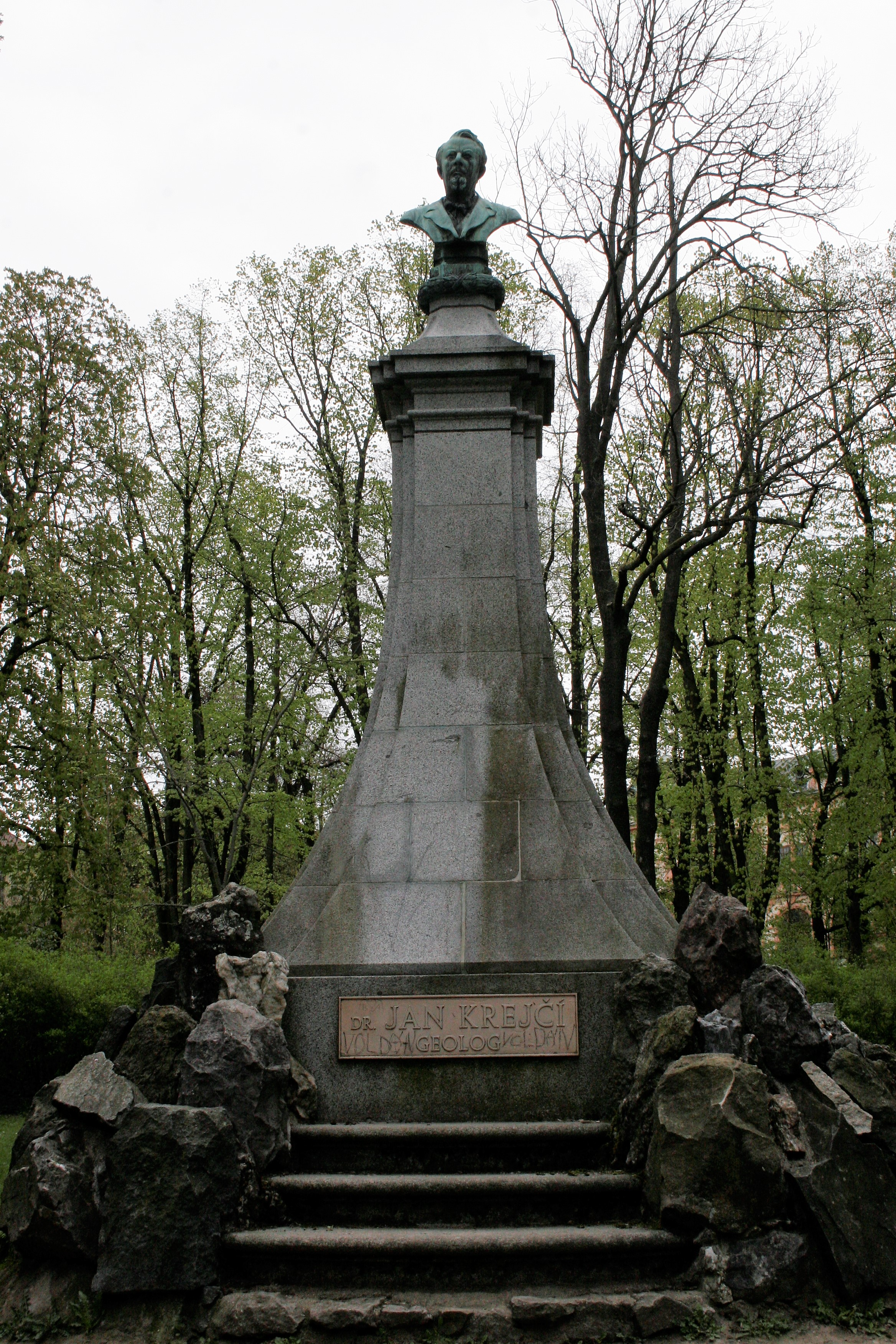
Detail na pomník Jana Krejčího v Klatovech

## Stalo se po smrti
- Jeho jméno bylo umístěno pod okny Národního muzea v Praze spolu s mnoha dalšími, viz 72 jmen na budově Národního muzea.
- Deset let po jeho smrti byla do vyšehradské skály zasazena pamětní bronzová deska. Vila i původní deska vzaly za své při stavbě Vyšehradského tunelu v letech 1902–1904. Později byla zhotovena mnohem reprezentativnější bronzová deska, ta byla po roce 1989 ukradena zloději kovů a na vnější stranu vyšehradských hradeb umístěna její replika z pokovené umělé hmoty.
- Na jednom soklu v úrovni 2. patra schodištní dvorany Národního muzea v Praze najdeme mezi sedmnácti bustami mužů, kteří se o muzeum zasloužili, také bronzovou bustu Jana Krejčího. Roku 1900 ji vytvořil sochař Čeněk Vosmík a odlily Komárovské železárny.

### Díla online
- KREJČÍ, Jan. Horopisné obrazy okolí pražského. Praha: s.n., 1857. Dostupné online.
- KREJČÍ, Jan. Přírodopisný průvodce po okolí Pražském : Pro žáky vyšších škol českých : Horopisný a zeměznalecký popis okolí Pražského. Praha: s.n., 1854. Dostupné online.